# Kościół św. Wawrzyńca w Parlinie
Kościół świętego Wawrzyńca w Parlinie – rzymskokatolicki kościół parafialny należący do parafii pod tym samym wezwaniem (dekanat mogileński archidiecezji gnieźnieńskiej).
Obecna drewniana budowla została zbudowana w XVII wieku i ufundowała ją Kapituła Gnieźnieńska. Kościół reprezentuje styl barokowy, wzniesiony został na planie prostokąta, składa się z jednonawowego korpusu i zamkniętego trójbocznie prezbiterium. Na kalenicy osadzona została w 1923 roku ośmiokątna sygnaturka. Wzdłuż północnej elewacji prezbiterium została dostawiona zakrystia. Świątynia wybudowana została w drewnianej konstrukcji zrębowej, natomiast kruchta posiada konstrukcję słupową, ściany kościoła są oszalowane. W 1939 roku świątynia została odnowiona, natomiast w 1965 roku dotychczasowe pokrycie gontowe zostało zastąpione dachówką, z kolei do oryginalnego pokrycia dachu powrócono podczas kompleksowych prac konserwatorskich przeprowadzonych w ostatniej dekadzie XX wieku. Wnętrze kościoła charakteryzuje się późnobarokowym wystrojem. Do wyposażenia należą: ołtarz główny i dwa boczne umieszczone przy łuku tęczowym, natomiast na belce tęczowej znajduje się krucyfiks z 1. połowy XVI wieku. Budowla jest jednym z najstarszych przykładów drewnianego budownictwa sakralnego Wielkopolski, a także cennym przykładem rzemiosła ciesielskiego.